# Палеолитска уметност
Палеолитска уметност, је уметност од пре отприлике 32.000 до 10.000 година п. н. е. током каменог доба (600.000 - 10.000 година п. н. е.).
За палеолит је карактеристично организовање људских јединки у хорде или племена, неодређене хијерархијске структуре. Још увек не постоји забрана инцеста, што је глана одредница која дели човека, каквог данас познајемо од нашег хуманоидног претка. Крај палеолита представља у неку руку припитомљавање људског тела и прилагођавање овладавању природом. Већина уметничке производње у овом периоду је изгубљена због непостојане подлоге на којој је настала (кора дрвета, дрво, кожа), тако да се уметност у мезолиту јавља као већ зрела.
Може се поделити на две главне категорије:
- преносиве комаде, мале фигурице и декорисане предмете и
- пећинску уметност.

## Проналазак и подела
Палеолитска уметност је прво откривена 1860.- тих година, када је француски палеонтолог Едвард Лартет нашао декорисане предмете у пећинама и каменим склоништима у југозападној Француској. Старост им је процењена у време оруђа и костију животиња леденог доба. Открића су покренула лудило прекопавања пећина у потрази за прастарим предметима, но мало је пажње било посвећено цртежима на зиду.
Локални земљовласници су 1880. године открили цртеже у Шпанији у пећини Алтамирана што су археолози били веома сумњичави. Године 1895. зидови прекривени гравурама откривени су у пећини Ла Матхе, у Дордонској регији југозападне Француске. Шљунак је најприје затрпао улаз у ову пећину, а палеолитски наноси на песку потврђују велику старост тих налаза. Године 1901. гравуре су нађене у пећини Лес Комбарелес, а цртежи у суседном Фонт де Гаме-у, у истој регији као Ла Матхе.
Године 1902. археолози су признали постојање пећинске уметности. Од тада су бројна нова места откривена, па су се истраживања наставила, посебно у Шпанији и Француској. Године 1994. Француз именом Жан-Мари Жаве открио је пећину у долини Адрехе такође у југозападној Француској. Пећина Жаве садржи слике бројних животиња које датирају 32.000. п. н. е. чинећи их најстаријим пећинским сликама.
Од 1981. године археолози су открили налазишта на отвореном простору у Шпанији, Португалу, Аустралији и Јужној Африци. Године 1994. током реке Коа, у североисточном Португалу, истраживачи су нашли камење с угравираним људским фигурама, коњима, козорозима и дивљим мачкама. Уметници су очито чекићем истачкали контуре животиња које су касније спојили урезујући линије. Археолози процјењују те слике на 20.000 година старости те верују да је такво цртање било веома често но да су остаци пропали због утицаја ерозије ветра и кише.
Данас археолози налазе палеолитске уметности сврставају у раздобља која су добила име по најпознатијим пећинама:
- Орињачко доба (по пећини Aurignac у Француској) - 30.000 – 25.000. п. н. е.
- Солитренско доба (по пећини Solutre-Polully у Француској) (такође пећине: Леспугуе, Предмост)- 25.000 – 18.000. п. н. е.
- Магадаленско доба (по пећини La Magdeleine у Француској) (такође пећине: Ласко- Lascaux, El Castillo, Pechmerl) - 18.000 – 14.000. п. н. е.

Касно магдаленско доба' (пећине: La Magdeleine, Altamira, Niaux) - 14.000 – 5.000. п. н. е. 81% налаза је из четвртог раздобља

## Пећинско сликарство
Пећинску уметност углавном налазимо на подручју Шпаније и Француске, а састоји се од слика, цртежа и гравура на зидовима пећина. Могућа трећа категорија би биле слике и симболи угравирани на отвореном простору, но мало је од тога остало сачувано.
Фигуративна палеолитска уметност се односи на приказ човека или животиње, а нефигуративна на облике знакова и симбола. Прикази појединих животиња варирају од места и временског периода. Најчешће су се у пећинама приказивали бизони и коњи, а мамути и јелени се налазе само на неким подручјима. Рибе и птице су најчешће на носивим предметима. Прикази инсеката и биљака су само на неким предметима и јако су ретки. Готово све животиње су приказане у профилу, углавном одрасле јединке препознатљиве врсте. Многе су животиње недовршене или двосмислене, а има и измишљених бића, као једнорог у пећини Ласко. Број фигура варира од неколико до неколико стотина као у пећини Ласко- Француска.
Цртежи су јаких контурних линија а испуњени су другом бојом од позадине. Човек понекад искориштава и форму зида, тј. удубљења и испупчења зида за ликовно обликовање животиња. Животиње су набацане без икаквог реда, нема односа међу фигурама, понекад су чак осликане једна преко друге.
Симболи и знакови су много чешћи у пећинском сликарству него прикази људи и животиња. У распону од једне тачке и линије до велике површине сложено груписаних знакова могу стајати самостално у пећини, ипак чешће се налазе уз фигуративне слике. Чести су једноставни симболички мотиви, укључујући и отиске руке у обојеној земљи као знак „моје“.
Научници су почетком сматрали да је пећинско сликарство било чисто декоративних разлога, без конкретне важности, но након даљњих истраживања све фигуре дају неки смисао тој уметности.
По теорији популарној у раном 20. веку људи из каменог доба су сликали животиње из разлога да ће исте сусрести у стварности. Тако копља и друга оружја на сликама могу казивати да ће имати успешан лов. Ипак, се та теорија још разматра. Следећа популарна теорија каже да су пећинске слике служиле магији плодности те су по њој људи сликали животиње у нади да ће се исте размножити и осигурати довољно хране у будућности. Неки сматрају да ће поновно сликање животиња по старој слици осигурати поновни повратак животиње свако пролеће. Нека истраживања су показала да су најраскошније слике у пећинама са особито добром акустиком, те сматрају да је музика имала велику улогу у обреду. Такође су многе остале теорије на разматрању, но сматра се да јединствена теорија неће бити довољна за објашњење целе палеолитске уметности, која је трајала 20.000 година, на широком подручју света.
Уметност на зидовима пећина састоји се од разних техника. Неки цртежи садрже спојене остатке минералних наслага сталагмита и сталактита за приказ појединих делова животиње. Други долазе од прстију утиснутих у глину која се налазила на стенама зида. Рад у глини нађен је само на простору Пиринеја, исто тако садржи и гравуре на плафону пећине па рељефи обликовани у уметним наслагама глине. Пећински уметници су моделовали бизона у рељефу у француској пећини Le Tuc d'Audoubert, док је у пећини Montespan (Француска) тродимензионална скулптура медведа од 700 kg. У иловачи. Зидно вајарство у ниском и високом рељефу, је нађено само у средишњим регијама Француске, где се глина могла обликовати. Откривени су и трагови црвеног пигмента на већини зидних скулптура што значи да су некад били обојени.
У неким је пећинама плафон био превише висок за сликање без мердевина или скела. У пећини Ласко зидови показују рупе где су могле бити постављене скеле. Величине цртежа јако варирају. Слике бикова у пећини Ласко дугачке су 5,5 m1.
У раздобљу средњег каменог доба (мезолиту) збиле су се три промене од изузетне важности за ликовну умјетност. Прво, теме сликарства су разноврсније и, осим животињског света, појављују се и људске фигуре. Друго – у обликовању се напушта натурализам и приказивање природе, избацују се појединости а ликови се поједностављују попут знакова (стилизација). Ти су ликови често једнобојни, површински и деформисани (издужене ноге тркача). Истовремено с појавом организоване групе и поделе рада у друштвеној заједници (гоничи животиња и ловци у заседи), у сликама се јавља и композиција.

## Пећинска скулптура
Преносна уметност су резбарије од костију, рогова, камена или модели у глини. Много је таквих остатака нађено у Европи, а исто тако и у северној Америци и Сибиру.
Људски прикази су ређи у сликарству, а чешћи на носивим предметима. Мале скулптуре познате као фигуре Венере, с увећаним грудима и трбушним делом су нађени углавном у централној Европи. Венере се своде на магијске приказе жена које је требало да побуде плодност. Рађене су од камена нађеног у природи, наглашених бокова и груди, а занемариване су глава и ноге. Такозвана Вилендорфска Венера, Аустрија) је један од најбољих примера. Бројне фигурице женских идола говоре у прилог теорије историчара да је то било време матријархата (лат. mater = мајка) кад је жена водила главну реч у друштву, насупрот патријархату (лат. pater = отац) када су мушкарци преузели ту улогу и задржали је углавном до данас.
Палеолитски човек нема способност повезаног мишљења, не зна што је узрок а што последица, отуда магијско веровање у истоветност насликане животиње и праве животиње, или истоветност магијске скулптуре Венере и плодности. Уметност се овде јавља као средство којим се човјек лакше повезује са светом који га окружује и којим успоставља везу с природом од које је одвојен и од које осећа само страх.